# Giovani (rivista)
Giovani, in seguito ribattezzata Qui giovani, fu una rivista musicale settimanale italiana degli anni sessanta e anni settanta. Assieme a Ciao amici e Big fu tra le riviste più rappresentative della frattura tra mondo giovanile e sentire tradizionalista avvenuto tra gli anni cinquanta e sessanta. Fu poi fortemente impegnata nella divulgazione della musica beat italiana prima e del rock progressivo poi.

## Storia della rivista

### Contesto
Ad inizio anni sessanta i "giovani" erano ormai riconosciuti come una categoria a sé stante, con sogni e desideri molto diversi da quelli delle generazioni precedenti. In questo periodo era visibile una frattura tra mondo nuovo e mondo tradizionale. In questo contesto il movimento beat fu tra gli apripista di questo nuovo sentire, anche creando un nuovo mercato discografico ed innovazioni nella moda. In questi anni nacquero anche in Italia le prime riviste musicali come Ciao amici (1963) e Big (1965), come mezzo di divulgazione del rock and roll, della musica beat e delle problematiche sociali legate ai giovani.
Marie Claire era invece una rivista nata in Francia nel 1937 per dar voce alle donne, che Aldo Palazzi decise di pubblicare anche in Italia.

### 1966: La nascita diGiovani
Nel 1966 la rivista di moda Marie Claire Italia, edita dalla Aldo Palazzi editore, inserì in allegato un libretto di formato rettangolare di cm. 26X14 chiamato Marie Claire Giovanissima. Questo allegato, che rimase in questo formato per i successivi 8 numeri, ebbe talmente successo che con il numero 9 soppiantò la rivista stessa, cambiando nome in Marie Claire Giovanissima. La nuova rivista uscì così il 18 febbraio 1966, allegando da subito il manifesto a colori di 50x70 che in seguito divenne uno dei suoi fattori caratterizzanti. E se dal numero 11 del 12 marzo la rivista si chiamò Marie Claire Giovani, fu con l'uscita del 16 aprile che il nome si ridusse definitivamente in Giovani, nome con cui fu conosciuta negli anni a venire. La nuova rivista nasceva così nell'anno di massima diffusione del movimento beat presentando articoli qualitativamente più bassi delle concorrenti Ciao amici e Big, ancor più incentrati sul gossip e maggiormente sensazionalistici, con copertine che vedevano perlopiù primi piani delle star del rock e del pop italiano, o in alternativa foto di gruppi musicali beat italiani e stranieri.
E se in un editoriale della rivista Claudia Cardinale sottolineava come la categoria dei giovani, "nel campo dei costumi e dei gusti aveva raggiunto un "comune denominatore"" in tutto il mondo, nel campo del sociale la rivista trattava temi di attualità, parlando di "riforma della scuola superiore, dei suoi programmi antiquati; settimana scolastica corta con sabato libero e niente compiti per il lunedì; introduzione dell'educazione sessuale nella scuola; divorzio, libertà sessuale, verginità, fedeltà matrimoniale, flirt, scappatelle; obiezione di coscienza; libertà di scelta nel campo delle amicizie giovanili e del matrimonio; richiesta di abbassare la maggiore età ai diciotto anni; derisione del conformismo, dell'ipocrisia e del falso perbenismo degli adulti; attenzione alle mode culturali, di costume e musicali inglesi, americane". Non mancavano poi reportage sui nuovi movimenti internazionali come quello degli Hippies o degli olandesi Provos, o dibattiti sulla musica di protesta, che la vide ripercuotere le diatribe tra la "linea verde" e la "linea gialla" già scoppiate nelle pagine di Big.
Sul finire del 1966 il club della rivista vantava già 10.000 associati, per raggiungere i 20.000 l'anno seguente. Negli anni successivi Giovani introdusse alcuni esperimenti editoriali, introducendo gadget in allegato oppure vendendoli su richiesta. Dal numero 7 del 16 febbraio 1967 allegò per un periodo delle serie di francobolli con i visi delle star, mentre dal numero 43 del 26 ottobre 1967 allegò foto adesive a colori di artisti e gruppi musicali.

### 1970:Qui Giovani
Nel 1970 il panorama sociopolitico italiano era radicalmente cambiato. Il movimento beat era sfociato nelle proteste del Sessantotto, a cui avevano fatto seguito l'Autunno caldo, le proteste contro la Guerra del Vietnam, la Strage di piazza Fontana ed il caso Pinelli. La musica internazionale, nel dopo Altamont Free Concert, andava verso i grandi festival e le sonorità apparivano sempre più complesse, meno ballabili e fatte di riferimenti colti. In questo contesto continuamente "in fieri" la rivista decise, anche in seguito al cambio di direzione ora affidata a Ruggero Tarantola, di cambiare nome in Qui Giovani e con il numero 9 del 1970 si apre ad altri generi musicali come il rock progressivo, pur mantenendo una linea editoriale aperta ai rotocalchi di costume, vengono ampliati gli approfondimenti e le pagine di discussione. Si divide in spazi specifici dedicati all'attualità, alle inchieste, al femminismo, ai nuovi fenomeni underground, al cinema, alla psicologia, alle arti ed alle novità in campo di hi-fi ed autoradio. Il redazione c'erano Victor Alfieri, Daniele Caroli, Elio Donato, Andrea Drake e Marco Fumagalli.
Nel 1973 fu la prima rivista italiana a dedicare la copertina a Lou Reed, per poi chiudere l'anno dopo anche a causa del mercato ormai saturo con riviste come Ciao 2001, Muzak e Gong.